# 大明山青冈
大明山青冈（学名：Cyclobalanopsis daimingshanensis）为壳斗科青冈属下的一个种。